# Список іноземних громадян, що публічно підтримали Україну під час Революції гідності чи російської агресії в Україні
Список іноземних громадян, що публічно підтримали Україну під час Революції гідності (2013—2014) та/або російської збройної агресії проти України (2014—).

## Актори, режисери та сценаристи
- Педро Альмодовар (Іспанія)[1][2]
- Сергій Анісіфоров (Російська Федерація)[3]
- Юлія Ауг (Російська Федерація)[4]
- Бен Аффлек (США)
- Лія Ахеджакова (Російська Федерація)[5][6][7][8][9]
- Марія Бакалова (Болгарія)[10]
- Кантемір Балагов (Російська Федерація)[11][12][13]
- Гаррі Бардін (Російська Федерація)[14]
- Едгар Бартенєв (Російська Федерація)[15]
- Олег Басилашвілі (Російська Федерація)[16][17]
- Кейт Бекінсейл (Велика Британія)[18]
- Шарі Белофонте[en] (США)[19][20]
- Роберт Бенедикт (США)[21]
- Елізабет Бенкс (США)[22]
- Ешлі Бенсон (США)[23]
- Євгенія Беркович (Російська Федерація)[24][25][26]
- Джон Бернтал (США)[27][28]
- Марія Берсенєва (Російська Федерація)>[29]
- Анатолій Білий (Російська Федерація)[30][31][32]
- Кейт Бланшетт (США)[33]
- Орландо Блум (США)[34]
- Барбара Брильська (Польща)[35]
- Джош Бролін (США)[36]
- Пірс Броснан (США)[37]
- Софія Буш (США)[38]
- Анджей Вайда (Польща)[39]
- Роберт Вайд (США)[40]
- Тайка Вайтіті (Нова Зеландія) [41]
- Сурія Вега (Мексика)[42]
- Патрісія Веласкес (Венесуела)[43]
- Вім Вендерс (Німеччина)[44]
- Кетрін Винник (Канада)[45]
- Іван Вирипаєв (Російська Федерація)[46]
- Різ Візерспун (США)[47]
- Емануїл Віторган (Російська Федерація)
- Максим Віторган (Російська Федерація)[48][49]
- Катерина Волкова (Російська Федерація)[50][51]
- Дмитро Волкострєлов[ru] (Російська Федерація)[52]
- Лайза Енн Волтер[en] (США)[53][54][20]
- Елайджа Вуд (США)[55]
- Деріл Ганна (США)[56][57]
- Валерій Гаркалін (1954—2021, Російська Федерація)[58]
- Бретт Гельман (США)
- Марк Гемілл (США)[59][60]
- Енн Гетевей (США)[61][62][63]
- Періс Гілтон (США)[64]
- Ітан Гоук (США)[65]
- Даґлас Годж[en] (Велика Британія)[66]
- Єжи Гоффман (Польща)[67]
- Ендрю Ґарфілд (Велика Британія, США)[68]
- Річард Ґір (США)[69]
- Джек Ґлісон (Ірландія)[70][71]
- Генрі Ґолдін (Малайзія, Велика Британія)[72]
- Саша Ґрей (США)[73][74]
- Александра Даддаріо (США)[75]
- Майкл Даґлас (США)[76][77]
- Жан-Клод ван Дамм (Бельгія, США)[78]
- Феліція Дей (США)[21]
- Ален Делон (1935—2024, Франція)[79]
- Катрін Деньов (Франція)[80]
- Джонні Депп (США)[81]
- Г'ю Джекман (Австралія)[82]
- Кріс Джеріко (США)[83]
- Армен Джигарханян (1935—2020, Російська Федерація, Вірменія)[84]
- Анджеліна Джолі (США)[85][86]
- Олексій Дівотченко (1965—2014, Російська Федерація)[87]
- Метт Деймон (США)[88]
- Міхал Димек[pl] (Польща)[89]
- Г’ю Джекмен (Австралія)[82]
- Шеннен Доерті (1971—2024, США)[90]
- Джеймі Дорнан (США)[91]
- Френ Дрешер (США)[77]
- Тетяна Друбич (Російська Федерація)[92]
- Девід Духовни (США)[93]
- Еліс Еванс (США, Велика Британія, Франція)[94]
- Люк Еванс (Велика Британія)[95]
- Вес Ендерсон (США)[96]
- Дженніфер Еністон (США)[97]
- Михайло Єфремов*(Російська Федерація)[98]
- Кшиштоф Зануссі (Польща)[99]
- Андрій Звягінцев (Російська Федерація)[100][15]
- Кетрін Зета-Джонс (США)[101]
- Марина Зудіна (Російська Федерація)[джерело?]
- Міла Йовович (США)[102][103][104]
- Юн Йо Джон[en] (Південна Корея)[105]
- Лі На Йон (Республіка Корея)[106]
- Бенедикт Камбербетч (Велика Британія)[107]
- Леонардо ді Капріо (США)[108]
- Сахра Карімі (Афганістан)[109]
- Гебрієль Картеріз (США)[110]
- Джим Керрі (Канада, США)[111]
- Джеймі Лі Кертіс (США)[112]
- Майкл Кітон (США)[10][77]
- Емілія Кларк (Велика Британія)[113]
- Джордж Клуні (США)[114]
- Олена Ковальська[en] (Російська Федерація)[115]
- Браян Кокс (Велика Британія)[77]
- Лаверн Кокс (США)[68]
- Александер Колверт[21]
- Міша Коллінз (США)[116][21]
- Рут Коннел[en][21]
- Матеуш Косцюкевич[pl] (Польща)[89]
- Френсіс Форд Коппола (США)[117]
- Ленні Кравіц (США)[118]
- Пенелопа Крус (Іспанія)[119]
- Міла Куніс (США)[120]
- Ольга Куриленко (Франція)[121]
- Ештон Кучер (США)[122]
- Сергій Левицький (Російська Федерація)[123][124][125]
- Ґрета Лі[en] (США)[126]
- Андреа Лібман (Канада)[127]
- Девід Лінч (США)[128]
- Дженніфер Лопес (США)[129]
- Г'ю Лорі (Велика Британія)[130]
- Джуд Лоу (США)[131]
- Кен Лоуч (Велика Британія)[132]
- Меган Маркл (США)[133]
- Марія Машкова (Російська Федерація)[134]
- Алісса Мілано (США)[135][136]
- Жозефін де Мо (Франція)
- Джейсон Момоа (США)[137]
- Мішель Монаґен (США)[138]
- Віґґо Мортенсен (США)[139][140]
- Солейл Мун-Фрай[en] (США)[141]
- Андрій М'ягков (1938—2021, Російська Федерація)[142]
- Володимир Назаров (Російська Федерація)[143]
- Дмитро Назаров (Російська Федерація)[144]
- Кіра Найтлі (Велика Британія)[145]
- П'єр Ніне (Франція)[146]
- Ліам Нісон (Ірландія, США, Велика Британія)[147][148]
- Шармін Обейд-Чіной[en]  (Пакистан, Канада)[149]
- Франсуа Озон (Франція)
- Даніель Ольбрихський (Польща)[150][151]
- Гейден Панеттьєр (США)[152]
- Олексій Панін  (Російська Федерація) [джерело?]
- Педро Паскаль (США, Чилі)[153]
- Аль Пачино (США)[154]
- Анатолій Пашинін (Російська Федерація)[155]
- Шон Пенн (США)[156]
- Тайлер Перрі (США)[27]
- Бред Пітт (США)[157]
- Едрієн Пол (Велика Британія)[158]
- Наталі Портман (США)[159]
- Андрій Прошкин (Російська Федерація)[15]
- Марина Разбєжкіна (Російська Федерація)[15]
- Йосип Райхельгауз[ru] (Російська Федерація)[160]
- Марк Раффало (США)[161]
- Денієл Редкліфф (Велика Британія)[162]
- Раян Рейнольдс (Канада)[163]
- Кіану Рівз (США)[164]
- Гай Річі (США)[165][166]
- П'єр Рішар (Франція)[167]
- Джулія Робертс (США)[168][169]
- Тім Рот (Велика Британія)[170]
- Міккі Рурк (США)[171]
- Ельдар Рязанов (1927—2015, Російська Федерація)[172]
- Станіслав Садальський (Російська Федерація)*[173]
- Кирило Сафонов (Російська Федерація)[174]
- Гіларі Свенк (США)[175]
- Тільда Свінтон (Велика Британія)[176]
- Мартін Скорсезе (США)[177]
- Аліка Смєхова (Російська Федерація)[178]
- Веніамін Смехов (Російська Федерація)[179]
- Артур Смолянінов[180][181][182]
- Агнешка Смочинська[pl] (Польща)[183]
- Веслі Снайпс (США)[184]
- Олександр Сокуров (Російська Федерація)[185][186][187]
- Євген Стичкін (Російська Федерація)[188]
- Шерон Стоун (США)[189]
- Івонн Страховськи (Канада)[190]
- Мартін Стрейндж-Гансен[da] (Данія, Німеччина)[191]
- Меріл Стріп (США)[192]
- Марк Стронг (США)[193]
- Крістен Стюарт (США)[194]
- Шарліз Терон (Південна Африка, США)[195]
- Гільєрмо дель Торо (Мексика)[196][197]
- Мішель Файффер (США)[198]
- Віра Фарміга (США)[199]
- Наталія Фатєєва (Російська Федерація)[200][58]
- Олександр Феклістов (Російська Федерація)[15]
- Том Фелтон (Велика Британія)[201]
- Олівер Фелпс (Велика Британія)[202]
- Мері Ель Фенін (США)[68]
- Олександр Філіппенко (Російська Федерація)[203]
- Морґан Фрімен (США)[204][205]
- Кері Фукунага (Велика Британія)[62]
- Костянтин Хабенський* (Російська Федерація)[206][207][208]
- Вілле Хаапасало (Фінляндія, Російська Федерація) [209]
- Мішель Хазанавічус (Франція)[197]
- Джессіка Честейн (США)[210][211]
- Інна Чурикова (Російська Федерація)[212]
- Арнольд Шварценеггер (Австрія, США)[213]
- Марк Шеппард (США)[21]
- Ева Шикульська (Польща)[214]
- Емі Шумер (США)[215]
- Сергій Юрський (1935—2019, Російська Федерація)[216]

## Співаки та музиканти
- Леонід Агутін (Російська Федерація)[217][218]
- Шерон ден Адель/Within Temptation (Нідерланди)[219]
- Біллі Айліш (США)[220]
- Анжель (Бельгія)
- Іван Алєксєєв (більше відомий як Noize MC, Російська Федерація)[221]
- Анастейша (США)
- Діана Арбеніна (Російська Федерація)*[222]
- Рубен Ахвердян (Вірменія)[223]
- Джульєт Барклей (англ. Juliet Barclay) (Велика Британія)[224]
- Вікторія Бекхем (Велика Британія)[225]
- Єгор Бортник[ru](також відомий як Льова Бі-2, Білорусь, Ізраїль)[226]
- Джон Бон Джові (США)[227]
- Армін ван Бюрен (Нідерланди)[228]
- Лайма Вайкуле (Латвія)[229]
- Стіві Вандер (США)[230]
- Анжеліка Варум (Російська Федерація)[231]
- Каньє Вест* (США)[232]
- Даяна Воррен[en] (США)[112]
- Борис Гребенщиков (Російська Федерація)[233][234]
- Пол Дейвід Г'юсон, більше відомий як Боно (Ірландія)[62]
- Джеймс Гетфілд (США)[235]
- Пітер Ґебріел (Велика Британія)[236]
- Дейвід Ґілмор (Велика Британія)[237]
- Мартін Ґор (Велика Британія)[238][239]
- Дам'яно Давид (Італія)[240]
- Адам Дарський (Польща)[241][242][243]
- Крейґ Дейвід (Велика Британія)[244]
- Мік Джаґґер (Велика Британія)[245]
- Парк Джису[en] (Республіка Корея)[246]
- Біллі Джоел (США)[247]
- Селін Діон (Канада)[248]
- Вероніка Доліна (Російська Федерація)[249]
- Іван Дрьомін (більше відомий як Face, Російська Федерація)[250]
- Дуа Ліпа (Косово)[251]
- Алекс Еберт[en] (США)[252]
- Гія Канчелі (1935—2019, Грузія)[253]
- Хосе Каррерас (Іспанія)[254]
- Ніно Катамадзе (Грузія)[255]
- Ренарс Кауперс (Латвія)[256]
- Вахтанг Кікабідзе (1938—2023, Грузія)[257]
- Олексій Кортнєв (Російська Федерація)[258][259][260]
- Ленні Кравіц (США)[118]
- Владо Креслін (Словенія)[261]
- Сергій Лазарєв* (Російська Федерація)[262][263][264]
- Олексій Лебединський[265] (Російська Федерація)
- Леді Гага (США)[266]
- Йоанн Лемуан (Франція)
- Енні Леннокс (Велика Британія)[267]
- Максим Леонідов (Російська Федерація)[268]
- Джаред Лето (США)[269]
- Тілль Ліндеманн (Німеччина)[270]
- Лорін (Швеція)[271]
- Мадонна (США)[272]
- Клаус Майне (Німеччина)[273][274]
- Андрій Макаревич (Російська Федерація)[275][276][277][278][279][280][281]
- Сергій Міхалок (Білорусь)[282]
- Том Морелло (США)[236]
- Аманда Лі Мур (більше відома як Менді Мур, США)[283][284][285]
- Роберт Дель Ная (Велика Британія)[286]
- Том Оделл (Велика Британія)[287]
- Оззі Осборн (Велика Британія)[288][289]
- Крістіна Орбакайте (Російська Федерація)[290]
- Дженіфер Пайк[en] (Велика Британія) [291]
- Сергій Пархоменко (Білорусь)
- Лаура Паузіні (Італія)[292]
- Бред Пейслі (США)[293]
- Лаура Перголіцці (більше відома як LP, США)[294]
- Кеті Перрі (США)[295]
- Йоганнес Перссон (Швеція)[296]
- Максим Покровський (Російська Федерація)[297][298]
- Габріель Прокоф'єв[ru] (Велика Британія, Франція)[299]
- Алла Пугачова (Російська Федерація)[300][301]
- Максим Галкін (Російська Федерація)[302]
- Земфіра Рамазанова (Російська Федерація)[303][304]
- Ден Рейнольдс (США)[305][306]
- Олександр Рибак (Білорусь, Норвегія)[307]
- Деніел Снайдер (США)[308]
- Олівер Сайкс (Велика Британія)[309]
- Майлі Сайрус (США)[310][262]
- Гліб Самойлов (Російська Федерація)*[311]
- Еліна Сіїрала (гурт Leaves' Eyes) (Фінляндія, Німеччина)[312]
- Сальвадор Собрал (Португалія)[313]
- Володимир Співаков*[314]
- Брюс Спрінгстін (США)[315]
- Гаррі Стайлз (Велика Британія)[316]
- Стінг (Велика Британія)[317]
- Барбра Стрейзанд (США)[318]
- Род Стюарт (Велика Британія)[319]
- Ана Тіжу (Франція, Чилі)[320]
- Надія Толоконникова (Російська Федерація)[321]
- Бйорн Ульвеус (Швеція)[322]
- Олександр Уман[ru] (також відомий як Льова Бі-2, Білорусь, Австралія)[323]
- Мирон Федоров (більше відомий як Oxxxymiron) (Російська Федерація)[324]
- Яніс Філіпакіс[en] (Греція, Велика Британія)[325]
- Еммелі де Форест (Данія)[326][327]
- Йошікі Хаяші (Японія)[328]
- Ганс Циммер (Німеччина)[329]
- Юрій Шевчук (Російська Федерація)[330][331][262]
- Шер (США)[332][333]
- Ед Ширан (Велика Британія)[334]
- B.I (Південна Корея)[335]
- Вонхо (Південна Корея)[336]
- Laboum (Південна Корея)[337]
- Florence and the Machine (Велика Британія)[338]
- Miyavi (Японія)[339]

## Письменники
- Джо Аберкромбі (Велика Британія)[340]
- Рене Адіє[en] (США)[341]
- Світлана Алексієвич (Білорусь)[342]
- Борис Акунін (Грузія, Російська Федерація)[343]
- Генріка Андерссон[sv] (Швеція)[344]
- Кетрін Арден[en] (США)[341]
- Дженніфер Л. Арментроут (США)[341]
- Інґеборґ Арлт[de] (Німеччина)[344]
- Лі Бардуґо (США)[341]
- Лінвуд Барклей[en] (Канада)[340][345]
- Фредерік Беґбедер (Франція)[346]
- Дмитро Биков (Російська Федерація)[347]
- Андрій Бітов (1937—2018, Російська Федерація)[348]
- Голлі Блек (США)[349]
- Володимир Буковський[350] (Російська Федерація, Велика Британія)
- Михайло Веллер (Російська Федерація, Естонія)[351][352]
- Володимир Войнович (Російська Федерація)[353]
- Дебора Гаркнесс[en] (США)[341]
- Дмитро Глуховський (Російська Федерація)[354]
- Данило Гранін (1919—2017, Російська Федерація)
- Ігор Губерман (Російська Федерація, Ізраїль)[355]
- Сірі Густвед[en] (США)[356]
- Ніл Ґеймен (Велика Британія)[340]
- Ярослав Ґжендович (Польща)[349]
- Бернардин Еваристо (Велика Британія)[357]
- Марґарет Етвуд (Канада)[358]
- Євген Євтушенко (1932—2017, Російська Федерація)
- Ельфріде Єлінек (Австрія)[359]
- Цезарій Збєшковський (Польща)[341]
- Кадзуо Ішіґуро (Велика Британія)[359]
- Ніна Катерлі  (Російська Федерація)[360]
- Ребекка Кван (США)[340]
- Стівен Кінг (США)[361][362][363]
- Марта Кладзь-Коцот (Польща)[349]
- Мері Робінетт Коваль[en] (США)[364]
- Майя Лідія Коссаковська (Польща)[349]
- Марта Краєвська (Польща)[349]
- Джей Крістофф  (Австралія)[341]
- Джон Максвелл Кутзее (Південна Африка, Австралія)[359]
- Сергій Лойко (Російська Федерація, США)[365][366]
- Еррі де Лука (Італія)[367]
- Ян Мартел (Канада)[344]
- Бенджамін Мозер[de] (Швейцарія)[344]
- Антон Молчанов (більше відомий як Ант Скаландіс, Російська Федерація)[368]
- Джеймс Морроу (США)[349]
- Герта Мюллер (Румунія)[359]
- Амелі Нотомб (Бельгія)
- Лукаш Орбітовський (Польща)[341]
- Андрій Орлов (Російська Федерація)[369][370]
- Пол Остер (США)[356]
- Джойс Керол Оутс (США)[371][372]
- Марія Парр (Норвегія)[373]
- Орхан Памук (Туреччина)[374]
- Борис Райтшустер (Німеччина)[375]
- Домініка Репечко (англ. Dominika Repeczko) (Польща)[349]
- Джоан К. Роулін (Велика Британія)[376]
- Лев Рубінштейн (1947—2024, Російська Федерація)[377]
- Салман Рушді (Індія, Велика Британія)[378]
- Карл Рьохман[de] (Швейцарія)[344]
- Аркадій Саульський (Польща)[349]
- Володимир Сорокін (Російська Федерація)[379]
- Чарльз Стросс (Велика Британія)[341]
- Бурхан Сьонмез[en] (Туреччина)[380]
- Насім Талеб (Ліван, США)[381]
- Давід Фоенкінос (Франція)
- Людмила Улицька (Російська Федерація)[382]
- Михайло Успенський (1950—2014, Російська Федерація)
- Едуард Успенський (1937—2018, Російська Федерація)[383][384]
- Якуб Цвєк (Польща)[349]
- Вітольд Шабловський (Польща)[385]
- Еліф Шафак (Туреччина)[386]
- Віктор Шендерович* (Російська Федерація)[387]
- Аксель Шефлер[en] (Німеччина)[388]
- Воле Шоїнка (Нігерія)[359]

## Журналісти та телеведучі
- Сакен Аймурзаєв (Російська Федерація)[389][390]
- Ровшан Аскеров (Азербайджан, Російська Федерація)[391][392]
- Аркадій Бабченко (Російська Федерація)[393]
- Ганна Берсенєва (Російська Федерація)[344]
- Опра Вінфрі (США)[394]
- Джеймі Гайнеман (США)[395]
- Матвій Ганапольський (Російська Федерація)
- Христо Грозєв (Болгарія)[396]
- Сергій Гуляєв[ru] (Російська Федерація)[397]
- Олександр Гуревич (Російська Федерація)[398]
- Тихон Дзядко (Російська Федерація)
- Антон Долін (Російська Федерація)[249][399][400]
- Юрій Дудь (Російська Федерація)[401][402][403][404]
- Павло Канигін (Російська Федерація)[405]
- Євген Кисельов (Російська Федерація)[406]
- Олена Ковальська[en] (Російська Федерація)[115]
- Михайло Козирєв (Російська Федерація)[407]
- Стівен Кольбер (США)[408]
- Тетяна Лазарєва (Російська Федерація)[409]
- Айдер Муждабаев (Російська Федерація)[410]
- Дмитро Муратов (Російська Федерація)[411][412]
- Майкл Накі (Російська Федерація)[413][414]
- Олександр Невзоров (Російська Федерація)[415]
- Леонід Парфьонов (Російська Федерація)[416]
- Сергій Пархоменко (Російська Федерація)[417]
- Марія Ресса (Філіппіни, США)[344]
- Андрюс Тапінас (Литва)[418]
- Артемій Троїцький (Російська Федерація)[419]
- Ксенія Туркова (Російська Федерація)[420]
- Іван Ургант (Російська Федерація)[421]
- Джеймс Феллон (США)[422][423]
- Ектор Хіменес-Браво (Колумбія, Канада)[424]
- Михайло Шац (Російська Федерація)[425]
- Павло Шеремет (1971—2016, Білорусь, Російська Федерація)[426]
- Олег Шураєв (лит. Oleg Šurajev) (Литва)[427]
- Савік Шустер (Італія, Канада)[428]
- Іван Яковина (Російська Федерація)[429]
- Андрій Довгопол (Російська Федерація)[430]

## Танцівники та хореографи
- Михайло Баришніков (США)[431]
- Анастасія Волочкова* (Російська Федерація)[432]
- Ольга Смирнова[ru] (Російська Федерація)[433]
- Грег Чапкіс (США)[434]
- Максим Чмерковський (США)[435][436]
- Крістін Шевченко (США)[437]
- Володимир Шкляров (Російська Федерація)[433]

## Художники, дизайнери, стилісти, архітектори та галеристи
- Джорджо Армані (Італія)[438]
- Бенксі (Велика Британія)[439]
- Франк Вільде (Німеччина)[440]
- Демна Гвасалія (Грузія)[441]
- Марат Гельман (Російська Федерація)[442]
- Крістіан Гемі (Франція)[443]
- Геррі Гофштеттер (нім. Harry Hofstetter) (Швейцарія)[444][445]
- Мері Ґрінвелл (англ. Mary Greenwell) (США)[33]
- Елісон Кіллін[en] (Велика Британія)[446]
- Олег Куваєв (Російська Федерація, Ізраїль)[447]
- Ізабель Маран[en] (Франція)[448]
- Катерина Марголіс  (Російська Федерація, Італія)[449][450][451][452]

## Моделі та блогери
- Міка Арганьярас[en] (Аргентина)[453]
- Кайя Гербер (США)[453]
- Мей Маск [454][455]
- Маріанна Фонсека* (Бразилія) [456][457]
- Белла Хадід (США)[453]
- Джіджі Хадід (США)[458]
- Вітторія Черетті (Італія)
- К'яра Ферраньї (Італія)
- Олівія Палермо (США)

## Спортсмени та тренери

### Футболісти та футбольні тренери
- Карло Анчелотті (Італія)[459]
- Маркус Баббель (Німеччина)[460]
- Дейвід Бекхем (Велика Британія)[461]
- Еннер Валенсія (Еквадор)[462]
- Маріс Верпаковскіс (Латвія)[463]
- Домагой Віда (Хорватія)[464]
- Гульєрмо Вікаріо (США)[465] (Італія)[466]
- Огнєн Вукоєвич (Хорватія)[467]
- Рубен Гарсія Сантос (Іспанія)[468][469]
- Хосеп Гвардіола (Іспанія)[470]
- Каміль Глік (Польща)[471]
- Едін Джеко (Боснія і Герцеговина)[459]
- Артем Дзюба* (Російська Федерація)[472]
- Кахабер Каладзе* (Грузія)[473]
- Олівер Кан (Німеччина)[474]
- Юрген Клопп (Німеччина)[475]
- Леонід Кучук (Білорусь)[476]
- Роберт Левандовськи (Польща)[477]
- Френк Лемпард (Велика Британія)[478]
- Гері Лінекер (Велика Британія)[473][479]
- Мірча Луческу (Румунія)[480]
- Разван Луческу  (Румунія)[481]
- Кейлор Навас (Коста-Рика)[482]
- Пеле (Бразилія)[483][484]
- Горан Попов (Північна Македонія)[485]
- Серхіо Рамос (Іспанія)[486][487]
- Гарет Саутгейт (Велика Британія)[488]
- Тім Спарв (Фінляндія)[489][490]
- Даріо Срна (Хорватія)[491]
- Грем Сунесс (Велика Британія)[492]
- Клаудіо Таффарел (Бразилія)[493]
- Маріо Феррі (Італія)[492][494]
- Паулу Фонсека (Португалія)[495]
- Войцех Щесни (Польща)[496]

### Спортсмени і тренери інших видів спорту
- Віргіліюс Алекна (Литва)
- Миколас Алекна (Литва)[497]
- Теодор Атлас-молодший (США)[465]
- Майкл Біспін[en] (Велика Британія)[498]
- Йоганнес Бьо (Норвегія)[499]
- Джессі Варгас (США)[500]
- Іржі Весели[cs] (Чехія)[501]
- Аніта Влодарчик (Польща)[502]
- Домінік Гашек (Чехія)[503]
- Льюїс Гемілтон (Велика Британія)[504]
- Ігор Глек (Російська Федерація)[397]
- Дайна Гудзіневічюте (Литва)[505]
- Вавржинець Градилек (Чехія)[506]
- Вейн Грецький (Канада)[507]
- Маркета Давідова (Чехія)[508]
- Новак Джокович* (Сербія)[472]
- Григор Димитров (Болгарія)[509]
- Даниїл Дубов (Російська Федерація)[510][511]
- Ельвіра Еберґ (Швеція) [512][513]
- Тіріль Екгофф (Норвегія)[514]
- Нік Іткін[515].
- Ігор Йовічевич (Хорватія)[516]
- Джордж Камбосос (Австралія)[517]
- Стурла Легрейд (Норвегія)[518]
- Ерік Лессер (Німеччина)[519]
- Олександр Лесун (Російська Федерація)*[520]
- Катріна Лехіс (Естонія)[521]
- Ґері Лінекер (Велика Британія)[522]
- Леннокс Льюїс (Канада, Велика Британія)[523]
- Енді Маррей (Велика Британія)[509]
- Гаель Монфіс (Франція)[524]
- Локлен Мортон[en] (Австралія)[525]
- Естель Мосселі (Франція)[526]
- Рафаель Надаль (Іспанія)[509]
- Менні Пак'яо (Філіппіни)[527]
- Елеанор Паттерсон (Австралія)[528]
- Джордж Расселл (Велика Британія)[529]
- Марте Ольсбю-Ройзеланд (Норвегія)[530]
- Шакіл О’Ніл (США)[531]
- Фредді Роуч (США)[532]
- Арвідас Сабоніс (Литва)[533]
- Жулія Сімон (Франція)
- Себастьян Самуельссон (Швеція)[534]
- Ендре Стрьомсгайм (Норвегія)[535][536]
- Майк Тайсон (США)[537]
- Джанмарко Тамбері (Італія)[538]
- Інґрід Тандреволл (Норвегія)[539]
- Роджер Федерер (Швейцарія)[540]
- Себастьян Феттель (Німеччина)[541]
- Ілля Харун (Канада)[542]
- Мануела ді Чента (Італія)[543]
- Іга Швйонтек (Польща)[544]
- Мік Шумахер (Німеччина)[545]
- Яромир Ягр (Чехія)[546]

## Науковці та аналітики
- Михайло Агапов (Російська Федерація)[547]
- Констянтин Азадовський (Російська Федерація)[547]
- Сергій Алексашенко[ru]  (Російська Федерація)[548][549]
- Рубен Апресян (Російська Федерація)[547]
- Френсіс Арнольд (США)[550]
- Пол Берґ (США)[550]
- Олександр Белавін (Російська Федерація)[547]
- Станіслав Бєлковський (Російська Федерація)
- Олена Букварьова (Російська Федерація)[547]
- Володимир Буковський[551] (Російська Федерація, Велика Британія)
- Дейвід Джефрі Вайнленд (США)[552]
- Райнер Вайс (США)[552]
- Віктор Васильєв (Російська Федерація)
- Анатолій Вершик (Російська Федерація)[553].
- Олег Вишемирський (Російська Федерація)[547]
- Френк Вільчек (США)[552]
- Тетяна Ворожейкіна (Російська Федерація)[547]
- Річард Гендерсон (Велика Британія)[554]
- Авраам Гершко (Угорщина, Ізраїль)[555]
- Олександр Городницький (Російська Федерація)[547]
- Ігор Горький (Російська Федерація)[547]
- Роалд Гоффман (США)[556]
- Володимир Гришкевич (Російська Федерація)[547]
- Роберт Губер (Німеччина)[554]
- Сергій Гурієв (Російська Федерація)[548][549]
- Ольга Дробот (Російська Федерація)
- Жак Дюбоше (Швейцарія)[554]
- Пітер Егр (США)[557]
- Дідьє Кело (Швейцарія)[552]
- Елаяс Джеймс Корі (США)[554]
- Михайло Епштейн (Російська Федерація)[405]
- Ґергард Ертль (Німеччина)[554]
- Берт Закман (Німеччина)[552]
- Андрій Зубов (Російська Федерація)[558]
- Андрій Ілларіонов (Російська Федерація)
- Клаус фон Кліцинг (Німеччина)[554]
- Ентоні Леґґет (Велика Британія, США)[554]
- Бернар-Анрі Леві (Франція)[559]
- Клаус фон Кліцинг (Німеччина)[554]
- Елаяс Джеймс Корі (США)[554]
- Джон Майкл Костерліц (Велика Британія, США)* [554]
- Ірина Лебедєва[ru] (Російська Федерація)[560]
- Ентоні Леггет (Велика Британія, США)[554]
- Роджер Брюс Маєрсон (США)[554]
- Джон Кромвелл Мазер (США)[561]
- Мішель Майор (Швейцарія)[554]
- Артур Брюс Макдональд (Канада[554]
- Деніел Літтл Макфадден (США)[552]
- Рудольф Артур Маркус (Канада)[552]
- Баррі Джеймс Маршалл (Австралія)[554]
- Крейґ Кемерон Мелло (США)[552]
- Роберт Кархарт Мертон (США)[552]
- Ерік Старк Мескін (США)[552]
- Пол Роберт Мілґром (США)[554]
- Гартмут Міхель (Німеччина)[554]
- Пол Лоуренс Модрич (США)[561]
- Едвард Мозер  Норвегія[562].
- Мей-Брітт Мозер (Норвегія)[563] [562]
- Ферід Мурад (США)[552]
- Шуджі Накамура (Японія, США)[552]
- Ервін Неєр (Німеччина)[554]
- Пол Ньорс (Велика Британія)[554]
- Крістіана Нюсляйн-Фольгард (Німеччина)[554]
- Джон О'Кіф (Велика Британія, США)[554]
- Андрій Окара (Російська Федерація)
- Йонас Оман (Литва, Швеція)[564]
- Йошинорі Ошумі (Японія)[554]
- Сатоші Омура (Японія)[554]
- Ардем Патапутян (Ліван, США)[554]
- Арно Аллан Пензіас (Німеччина, США)[554]
- Роджер Пенроуз (Велика Британія)[554]
- Сол Перлмуттер (США)[552]
- Тетяна Таїрова-Яковлєва (Російська Федерація)[565]
- Юрій Пивоваров (Російська Федерація)[566]
- Андрій Пилипенко (Російська Федерація)[547]
- Андрій Піонтковський (Російська Федерація)[567]
- Роджер Пенроуз (Велика Британія)[554]
- Джеймс Піблз (Канада, США)[554]
- Ігор Подольський (Російська Федерація)[547]
- Стенлі Б. Прузінер (США)[552]
- Чарльз М. Райс (США)[552]
- Венкатараман Рамакрішнан (Індія, Велика Британія, США)[552]
- Річард Дж. Робертс (Велика Британія)[552]
- Майкл Росбаш (США)[552]
- Елвін Е. Рот (США)[552]
- Георгій Сатаров (Російська Федерація)[547]
- Ольга Ушакова (Російська Федерація)[547]
- Юджин Френсіс Фама (США)[552]
- Ніл Ферґюсон (Велика Британія)[568]
- Френсіс Фукуяма (США)[569]
- Юхим Хазанов (Російська Федерація)[570]
- Нур Хайруллін (Російська Федерація)[547]
- Ювал Ной Харарі (Ізраїль)[571]
- Маріетта Чудакова (Російська Федерація)[547]
- Емманюель Шарпентьє (Франція)[561]
- Сергій Язєв[ru] (Російська Федерація)[572]
- Олексій Яблоков (1933—2017, Російська Федерація)
- Ігор Яковенко (Російська Федерація)
- Ірина Ясіна (Російська Федерація)

## Мандрівники та астронавти
- Бер Ґріллз  (Велика Британія)[573].
- Скотт Келлі (США)[574][575][576]
- Михайло Кожухов (Російська Федерація)[577][578]

## Політики та державні діячі
- Дрітан Абазович (Чорногорія)[579]
- Айварас Абромавічус (Литва)
- Аніта Ананд (Канада)[580]
- Оскар Аріас Санчес  (Коста-Рика)[552][581]
- Пятрас Ауштрявічюс (Литва)[582]
- Джозеф Байден (США)[583]
- Френк Баінімарама (Фіджі)[584]
- Мерічель Батет (Іспанія)[585]
- Ксав'є Бетель (Люксембург)[586]
- Карл Більдт (Швеція)[587]
- Каха Бендукідзе (Грузія)
- Анналена Бербок (Німеччина)[588]
- Ентоні Блінкен (США)[589][590]
- Жозеп Боррель (Іспанія)[591]
- Філіп Брідлав (США)[592]
- Джордж Буш-молодший (США)[593]
- Раймондс Вейоніс (Латвія)[594]
- Курт Волкер[595]
- Александар Вучич (Сербія)[596]
- Марія Гайдар[597](Російська Федерація)
- Стівен Гарпер (Канада)[598]
- Ніккі Гейлі[599] (США)
- Кріс Гіпкінс (Нова Зеландія)[600]
- Леонід Гозман (Російська Федерація)[601][602]
- Даля Грибаускайте (Литва)[603]
- Дмитро Гудков (Російська Федерація)[604][605]
- Геннадій Гудков (Російська Федерація)[606]
- Едуард Геґер (Словаччина)[607]
- Борис Джонсон (Велика Британія)[608]
- Маріо Драґі (Італія)[609]
- Анджей Дуда (Польща)[610]
- Тоні Ебботт (Австралія)[611][612][613]
- Цахіагійн Елбегдорж (Монголія)[614]
- Єлизавета II (1926-2022, Велика Британія)[615]
- Ека Згуладзе (Грузія)
- Мілош Земан (Чехія)[616]
- Тоомас Гендрік Ільвес[617] (Естонія)
- Кая Каллас (Естонія)[618]
- Алар Каріс (Естонія)[618]
- Михайло Касьянов (Російська Федерація)[619]
- Максим Кац (Російська Федерація)
- Ярослав Качинський (Польща)[620]
- Девід Кемерон (Велика Британія)[621]
- Джон Керрі (США)[622]
- Вільям Клінтон (США)[623]
- Владислав Колесников (Російська Федерація)
- Броніслав Коморовський (Польща)[624]
- Ева Копач (Польща)[625]
- Гергель Корачонь (Угорщина)[596]
- Людмила Котєсова[ru] (Російська Федерація)[626][397]
- Антоніу Кошта (Португалія)[627]
- Александер де Кроо (Бельгія)[628]
- Ульф Крістерссон (Швеція)[629]
- Ольга Курносова (Російська Федерація)[630]
- Яїр Лапід (Ізраїль)[631]
- Егілс Левітс (Латвія)[632]
- Лінас Лінкявічус (Литва)[633]
- Лі Сянь Лун (Сінгапур)[634][635]
- Урсула фон дер Ляєн (Німеччина)[636]
- Джон Маккейн (1936-2018,США)[637][638]
- В'ячеслав Мальцев (Російська Федерація)[639]
- Гіоргі Маргвелашвілі (Грузія)[640]
- Санна Марін (Фінляндія)[641]
- Джорджія Мелоні (Італія)[642]
- Ангела Меркель* (Німеччина)[643]
- Джеймс Меттіс (США)[644]
- Роберта Мецола (Мальта)[645]
- Кейт Міддлтон (Велика Британія)і[646]
- Володимир Мілов (Російська Федерація)[647]
- Шарль Мішель (Бельгія)[648]
- Матеуш Моравецький* (Польща)[649]
- Олексій Навальний (1976-2024, Російська Федерація)[650]
- Беньямін Нетаньягу* (Ізраїль)[651]
- Борис Нємцов (1959—2015, Російська Федерація)[387]
- Ліндіта Ніколла (Албанія)[652]
- Саулі Нійністе (Фінляндія)[653][654]
- Каталін Новак (Угорщина)[655]
- Барак Обама (США)[656]
- Олександр Осовцов[ru] (Російська Федерація)[626]
- Ллойд Остін (США)[657]
- Петр Павел (Чехія)[658]
- Саманта Пауер (США)[659]
- Нікол Пашинян (Вірменія)
- Андрей Пленкович (Хорватія)[660]
- Ілля Пономарьов (Російська Федерація)[387]
- Еді Рама (Албанія)[661]
- Жозе Рамуш-Орта (Східний Тимор)[552]
- Андерс Фоґ Расмуссен (Норвегія)[662]
- Ендрю Робб[en] (Австралія)[613]
- Маргарита Роблес (Іспанія)[663]
- Марк Рютте (Нідерланди)[664]
- Михеїл Саакашвілі (Грузія)[665]
- Давид Сакварелідзе (Грузія)[666]
- Майя Санду (Молдова)[667]
- Хуан Мануель Сантос (Колумбія)[552]
- Кайлаш Сат'ярті (Індія)[552]
- Пак Чін (Республіка Корея)[668]
- Радослав Сікорський (Польща)[669][670][671][672]
- Єнс Столтенберґ (Данія)[673]
- Йонас Гар Стьоре (Норвегія)[674]
- Ріші Сунак (Велика Британія)[675]
- Елізабет Трасс (Велика Британія)[676]
- Дональд Туск (Польща)[656]
- Рафал Тшасковський (Польща)[677]
- Анка Фельдгузен (Німеччина)[678]
- Петр Фіала (Чехія)[679]
- Метте Фредеріксен (Данія)[680]
- Христя Фріланд (Канада)[681]
- Кріструн Фростадоттір (Ісландія)[682]
- Ірина Хакамада (Російська Федерація)[683]
- Родріго Чавес Роблес (Коста-Рика)[684]
- Ніколає Чуке (Румунія)[685]
- Ігор Шарапов (Російська Федерація)
- Інґріда Шимоніте (Литва)[686]
- Олаф Шольц (Німеччина)[687]
- Мартін Шульц (Німеччина)[633]
- Григорій Явлінський (Російська Федерація)
- Янез Янша (Словенія)[688]
- Ілля Яшин* (Російська Федерація)[689]

## Громадські діячі та правозахисники
- Ілля Новіков (Російська Федерація)[392][690]
- Валерія Новодворська (Російська Федерація)[387] (1950-2014)
- Микола Полозов (Російська Федерація)[691][692]
- Ґрета Тунберґ (Швеція)[693][694][695][696][697][698]

## Бізнесмени
- Деріл Апсолл[699]
- Бернар Арно (Франція)[700][701]
- Говард Баффет (США)[702][703]
- Джефф Безос (США)[700][704]
- Марк Беньоф[en] (США)[705]
- Річард Бренсон (Велика Британія)[706][707]
- Вільям Ґейтс (США)[700]
- Мохаммад Захур (Пакистан) [708]
- Джон Кодвелл[en] (Велика Британія)[709]
- Ян Кум (США)[710]
- Ілон Маск* (Південна Африка, США)[711]
- Хіроші Мікітані (Японія)[712][700]
- Лакшмі Міттал (Індія)[713]
- Джордж Сорос (США)[714]
- Михайло Ходорковський (Російська Федерація)[715]
- Ерік Шмідт (США)[700][716]

Позначкою * позначені особи, що на певному етапі підтримали Україну, а потім під тиском влади чи суспільства своєї країни або внаслідок інших обставин змінили свою думку на нейтральну чи антиукраїнську.